# Suvorexanto

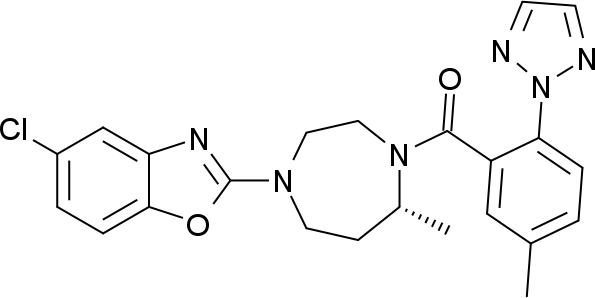
Estrutura química do suvorexanto

Suvorexanto (nome comercial: Belsomra) é um fármaco antagonista do receptor de orexina usado para tratamento de insônia.